# Josef Holman
Josef Holman (4. června 1912 – 7. února 1993) byl český fotbalový útočník (levé křídlo). Po skončení hráčské kariéry se stal trenérem (vedl Kladno v I. lize 1945/46) a funkcionářem.

## Fotbalová kariéra
V československé lize hrál za SK Kladno, vstřelil celkem 22 prvoligové branky. Za SK Kladno odehrál celkem (i mimo ligu) 149 zápasů, ve kterých nastřílel 70 gólů. Celkem vystřídal pět klubů: SK Kladno (1931–1932, 1934–1936, 1940–1943 a 1944–1947), SK Most (1932–1933), Rapid Praha (1933–1934), Sparta Kladno (1936–1940) a SK Rozdělov (1943–1944).

### Prvoligová bilance
| Ročník          | Zápasy | Góly | Minuty | Klub      |
| --------------- | ------ | ---- | ------ | --------- |
| I. liga 1934/35 | –      | 2    | –      | SK Kladno |
| I. liga 1940/41 | –      | 9    | –      | SK Kladno |
| I. liga 1941/42 | –      | 8    | –      | SK Kladno |
| I. liga 1942/43 | –      | 3    | –      | SK Kladno |
| CELKEM I. LIGA  | –      | 22   | –      |           |